# ルイス・エレラ

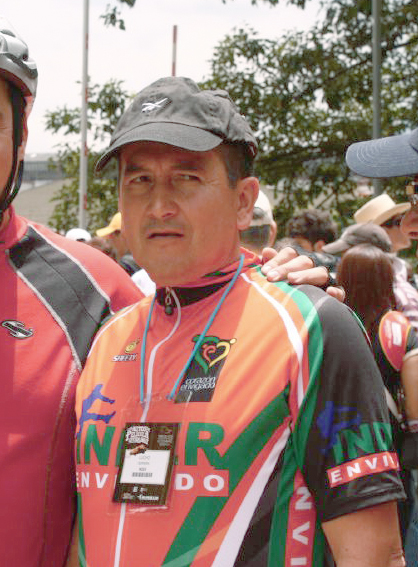
ルイス・エレラ

ルイス・エレラ（Luis Herrera、1961年5月4日- ）は、コロンビア・クンディナマルカ県のフサガスガ出身の元自転車競技選手。愛称はルーチョ（Lucho）、エル・ハルディネリート・デ・フサガスガ（フサガスガの小さな植木屋さん）。

## 経歴
11歳の時に母親からプレゼントされた自転車で通学とサイクリングを始めるが、その後家業の手伝いのために40km離れた首都ボゴタまで花の配達のために毎日往復をするようになる。愛称の「エル・ハルディネリート」（小さな植木屋さん）はこれにちなんでいるが、大量の荷物を積んだ山道の往復は自然に高地トレーニングとなっていた。
プロ選手としては1985年から1992年までのキャリアだったが、アマチュア時代である1984年にツール・ド・フランスへの出場を果たしている。しかもその年のラルプ・デュエズのステージを制した（総合順位は27位）。コロンビア国籍の選手がツールにおいて区間優勝を果たしたのはこのときが最初だった。
エレラのこの活躍に触発されて翌1985年、カフェ・ド・コロンビアがスポンサーとなったプロチームが誕生し、エレラはチームリーダーとして2度目のツールに出場。前年以上に得意の山岳コースでベルナール・イノーらを苦しめる走りを見せ、区間2勝（第11、14ステージ）に加え山岳賞も受賞。総合成績も7位と健闘した。
1987年、この頃にはすっかり「山岳王」（キングオブマウンテン）としての異名が板についていたエレラが、ついにグランツールを制することになる。同年のブエルタ・ア・エスパーニャで総合優勝を果たしたが、区間2勝に加え、山岳賞も受賞した。また同年のツールでも山岳賞を受賞し、総合成績も5位に食い込む。翌1988年のツールでは総合6位に食い込み、また同年のドーフィネ・リベレでは総合優勝を果たした。
1989年、エレラはこの年初めて、ジロ・デ・イタリアに出場。定番ともいえる山岳賞をここでも制し、フェデリコ・バーモンテス以来、史上2人目の全グランツール山岳賞受賞経験者となった。その後、リアント・ポストボンに移籍した1991年には2度目のドーフィネ・リベレを制し、またブエルタでは2度目となる山岳賞も受賞したが、翌1992年に引退した。
後のインタビューによると、当初は91年で引退の予定だったが、自分やファビオ・パラの後を継ぐ後進が育っていないことを危惧したための現役続行だったという。　最後の年にもジロで区間優勝を遂げ、満足して引退することが出来たと語っている。

## その他
- 1985年、NHKが日本のテレビ局として初めてツール・ド・フランスの模様を紹介したが、体格的には日本人とほとんど変わらないエレラが、ピレネーやアルプスといった厳しい山岳コースで、自身よりもはるかに大柄な選手たちをどんどん追い抜いていくシーンは、当時、ロードレースというものを認知している人がほとんどいなかった日本人に対して強い衝撃を与えた。

- 丁度この頃、アメリカ人のグレッグ・レモンが大活躍し、ツールはグローバル化への道を歩みはじめていたが、エレラもまた、グローバル化に一役買った選手であった。また欧州所属チームの選手ではなかったこともあり、自転車の本場、欧州に拠点を構えなくとも、ツールのような大きな自転車レースで活躍できるというところを証明した選手であり、そういう点から見ても、エレラの活躍は欧州人にも強い衝撃を与えた。